# Mikuláš Schneider-Trnavský
Mikuláš Schneider-Trnavský (Trnava, 24 maggio 1881 – Bratislava, 28 maggio 1958) è stato un compositore e direttore d'orchestra slovacco.
Collaborò alla fondazione dell'Accademia musicale e di arte drammatica di Bratislava. Fu curatore dello Jednotný katolícky spevník, il canzonale della Chiesa cattolica in Slovacchia.

## Biografia
Figlio di Mikuláš Schneider e di Maria Kužená, fu battezzato con i nomi di Mikuláš Karol. Il soprannome Trnavský fu aggiunto da Svetozár Hurban Vajanský in omaggio a una tradizione diffusa nel Risorgimento slovacco..
Da bambino cantava in un coro. Nel 1900 sostenne l'esame di maturità al ginnasio arcivescovile di Trnava. Successivamente studiò al Conservatorio di Budapest, da dove nel 1901 si trasferì al Conservatorio di Vienna, dove studiò composizione sotto la guida di Hermann Grädener. Nel 1903 al 1905 fu allievo dell'organista Josef Klička a Praga, mentre studiava composizione sotto la guida di Karel Stecker.
Dal 1909 fu maestro del coro della chiesa di San Nicola a Trnava, incarico che mantenne fino alla morte.
Nel 1918 si dedicò anche a concerti, all'attività didattica e divenne ispettore delle scuole musicali.
Nel 1937 curò la pubblicazione di Jednotný katolícky spevník, il canzonale della Chiesa cattolica in Slovacchia, che lo stesso Mikuláš Schneider-Trnavský aveva approntato su richiesta della Società di Sant'Adalberto. Alcuni canti di questa raccolta provengono dall'antico canzonale cattolico "Cantus catholici", edito nel 1655.

## Opere
Compose raccolte di canti artistici come Drobné kvety ("Fiori sparsi"), Slzy a úsmevy ("Lacrime e sorrisi"), Zo srdca ("Dal cuore"), Piesne o matke ("Canzoni sulla mamma"), Nad kolískou ("Sopra la culla"), Slovenské ľudové piesne ("Canzoni popolari slovacche").
Nel 1921 in occasione della consacrazione dei primi vescovi slovacchi dopo lo stabilimento di una gerarchia nazionale, compose la Messa Stella matutina.
Per lo Jednotný katolícky spevník, raccolse oltre 500 canti, e di 226 di questi fu anche autore.
Nel 1930 compose l'operetta Bellarosa.
Nel 1933 in occasione dei festeggiamenti del principe Pribina a Nitra nell'XI centenario del suo principato compose il poema sinfonico Pribinov sľub.

## Discografia
LP
- Tvorcovia slovenskej národnej hudby – Mikuláš Schneider-Trnavský, Opus 9110 1093-94 (1981)
- Peter Dvorský – Slovenské ľudové piesne, Opus 9117 0953 (1980)

CD
- Československé komorné duo, Český rozhlas CR05912 (2012)
- Slovenský spevoherný svet Slovenský spevoherný svet, Slovak Radio Records RB 0341-2631 (2011)
- Organ Romantic in Opava, Diskant DK 0124-2 131 (2009)
- OPUS 100 – Peter Dvorský '77, Slovenské ľudové piesne, Opus 91 0111-2 (2009)
- Music from Trnava, Agentúra AP Projekt MM 0107-2-231 (2008)
- Duchovná tvorba Mikuláša Schneidera-Trnavského III, Musica Tyrnaviensis (2007)
- Duchovná a organová tvorba M. Schneidra-Trnavského I, LUX Media, s. r. o. LM 0011-2-031 (1997)

## Riconoscimenti
- 1938 – Premio Štefánik
- 1940 – Premio di stato per l'arte
- 1948 – Premio di stato per l'arte
- Il 24 agosto 1956 ottenne il titolo di "artista nazionale" come premio alla carriera
- Gli sono state dedicate vie a Bratislava, a Trnava e una scuola elementare artistica sempre a Trnava.